# Мёллер Педерсен, Рикке
Рикке Мёллер Педерсен (род. 9 января 1989, Оденсе, Дания) — датская пловчиха, призёр чемпионатов мира, четырёхкратная чемпионка мира на короткой воде, трёхкратная чемпионка Европы (2014) в длинных бассейнах, восьмикратная чемпионка Европы в коротких бассейнах, рекордсменка мира на дистанции 200 метров брассом, экс-рекордсменка Европы на дистанции 100 метров брассом на короткой воде.

## Биография
В 2009 году Рикке выиграла свою первую золотую медаль чемпионата Европы на короткой воде на дистанции 200 метров брассом.
В 2010 году Педерсен завоевала "бронзу" чемпионата мира на короткой воде на дистанции 200 метров брассом, а также серебряную и бронзовую медали на европейском чемпионате на дистанциях 100 и 200 метров брассом соответственно.
В 2011 году выиграла две золотых и серебряную медали на чемпионате Европы на короткой воде.
В 2012 году Рикке на Олимпийских играх стала 4-й на дистанции 200 м брассом и 8-й на стометровке брассом, на чемпионате Европы на короткой воде выиграла 3 "золота" и "серебро", а на чемпионате мира в коротких бассейнах стала двукратной чемпионкой мира.
В 2013 году Педерсен на чемпионате мира в Барселоне установила мировой рекорд на дистанции 200 метров брассом в полуфинальном заплыве, но в финале уступила Юлии Ефимовой и завоевала серебряную медаль. В том же году Рикке выиграла 2 золотых и серебряную медали домашнего чемпионата Европы на короткой воде.
В 2014 году стала трёхкратной чемпионкой Европы в длинных бассейнах, затем выиграла две золотых и бронзовую медали чемпионата мира на короткой воде.
В 2015 году на чемпионате мира завоевала бронзовую медаль на дистанции 200 метров.